# William J. Lynn III

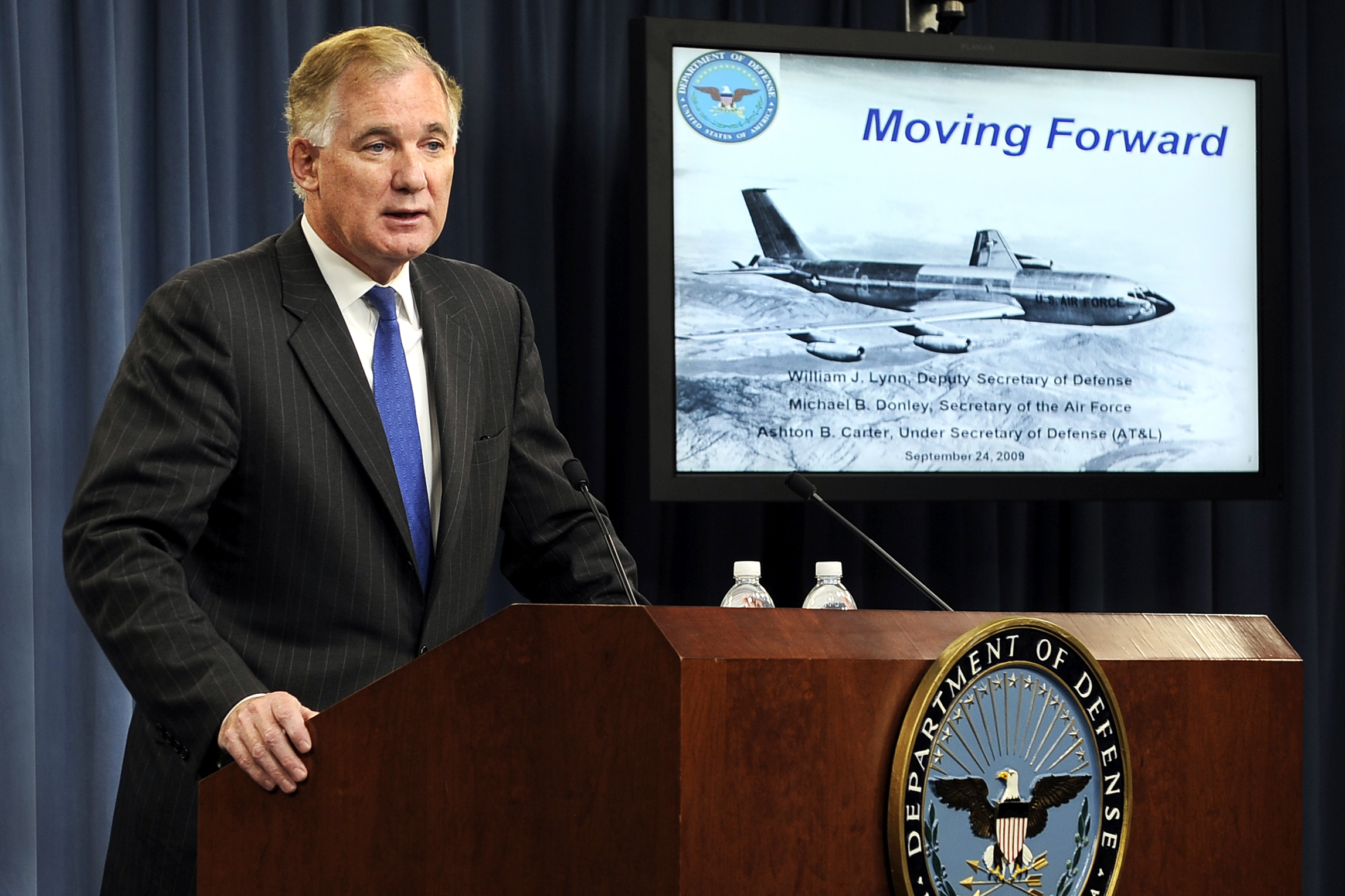
William Lynn vid en presskonferens i Pentagon 24 september 2009.

William J. Lynn III, född den 1 januari 1954 (Key West, Florida, USA), är en amerikansk jurist och ämbetsman. Han var från den 12 februari 2009  till den 5 oktober 2011 USA:s biträdande försvarsminister och var därmed försvarsdepartementets näst högste befattningshavare efter försvarsministern.
Lynn tog bachelorexamen från Dartmouth College 1976, juristexamen 1980 från Cornell University och en masterexamen i Public Affairs från Princeton University 1982. Han arbetade för den säkerhets- och försvarspolitiska tankesmedjan Center for Strategic and International Studies (CSIS) 1982-1985 och mellan 1985 och 1987 vid National Defense University. Han arbetade för senator Edward Kennedy som juridisk rådgivare i försvars- och rustningsfrågor 1987-1993. Under Clinton-administrationen arbetade Lynn i försvarsdepartementet på flera olika politiskt tillsatta poster, sist som statssekreterare för budgetstyrning (Under Secretary of Defense Comptroller) mellan 1997 och 2001 efter att John J. Hamre tillträdde som biträdande försvarsminister. Från augusti 2002 fram till januari 2009 var Lynn försvarsindustriföretaget Raytheon Companys Senior Vice President of Government Operations and Strategy, med andra ord deras chefslobbyist.